# Gedenktafel (Karolinenplatz 5)
Die Gedenktafel am „Karolinenplatz 5“ ist ein Denkmal in Darmstadt.

## Geschichte und Beschreibung
Im Jahre 1675 wurde das neue Baugebiet „Birngarten“ ummauert. Zum Herrngarten und dem Residenz Schloss hin wurde ein Torturm errichtet. Außen und innen waren je eine Tafel aus rotem Sandstein angebracht.
Eine davon wurde beim Abbruch des Tores im Jahre 1739 auf das Kopfstück der Mauer neben dem Haus „Alexanderstraße 4“ gesetzt.
Heute hängt die Gedenktafel an der Brüstung der Terrasse vor dem Verwaltungsgebäude der Technischen Universität Darmstadt – ungefähr an der gleichen Stelle wie im Jahre 1739.
Die Gedenktafel erinnert an Ludwig VI., Landgraf von Hessen-Darmstadt.